# Crypteroniaceae
Crypteroniaceae är en familj av tvåhjärtbladiga växter. Crypteroniaceae ingår i ordningen myrtenordningen, klassen tvåhjärtbladiga blomväxter, fylumet kärlväxter och riket växter. Enligt Catalogue of Life omfattar familjen Crypteroniaceae 9 arter. 
Kladogram enligt Catalogue of Life:
| Crypteroniaceae | \| \| Axinandra \| \| \| \| \| \| Crypteronia \| \| \| \| |
|                 | \| \| Axinandra \| \| \| \| \| \| Crypteronia \| \| \| \| |
|                 | Alzateaceae                                               |
|                 |                                                           |
|                 | Combretaceae                                              |
|                 |                                                           |
|                 | fackelblomsväxter                                         |
|                 |                                                           |
|                 | Melastomataceae                                           |
|                 |                                                           |
|                 | myrtenväxter                                              |
|                 |                                                           |
|                 | dunörtsväxter                                             |
|                 |                                                           |
|                 | Penaeaceae                                                |
|                 |                                                           |
|                 | Vochysiaceae                                              |
|                 |                                                           |
|                 | Axinandra                                                 |
|                 |                                                           |
|                 | Crypteronia                                               |
|                 |                                                           |

|  | Axinandra   |
|  |             |
|  | Crypteronia |
|  |             |